# Omar Alexander Rodríguez
Omar Alexander Rodríguez (Riohacha, La Guajira, Colombia; 14 de septiembre de 1981) más conocido como "El Cabezón Rodríguez" es un exfutbolista y entrenador colombiano. Jugaba como defensa y se retiró en Fortaleza CEIF, equipo en donde tiene el récord de más partidos disputados. Desde 2024 dirige en las Divisiones menores de Millonarios.

## Clubes

### Como jugador
| Club                            | Div.                | Temporada           | Liga  | Liga  | Copa Nacional | Copa Nacional | Copa Internacional | Copa Internacional | Total | Total |
| Club                            | Div.                | Temporada           | Part. | Goles | Part.         | Goles         | Part.              | Goles              | Part. | Goles |
| ------------------------------- | ------------------- | ------------------- | ----- | ----- | ------------- | ------------- | ------------------ | ------------------ | ----- | ----- |
| Millonarios · Colombia          | 1.ª                 | 2001-07             | 110   | 2     | —             | —             | 1                  | 0                  | 111   | 2     |
| Deportivo Pereira · Colombia    | 1.ª                 | 2007                | 16    | 0     | —             | —             | —                  | —                  | 16    | 0     |
| Deportes Palmira · Colombia     | 2.ª                 | 2009                | 9     | 1     | —             | —             | —                  | —                  | 9     | 1     |
| Atlético Bucaramanga · Colombia | 1.ª                 | 2009-10             | 47    | 1     | —             | —             | —                  | —                  | 47    | 1     |
| Fortaleza CEIF · Colombia       | 2.ª                 | 2011                | 34    | 0     | 9             | 0             | —                  | —                  | 43    | 0     |
| Fortaleza CEIF · Colombia       | 2.ª                 | 2012                | 30    | 0     | 6             | 0             | —                  | —                  | 36    | 0     |
| Fortaleza CEIF · Colombia       | 2.ª                 | 2013                | 29    | 0     | 13            | 0             | —                  | —                  | 42    | 0     |
| Fortaleza CEIF · Colombia       | 1.ª                 | 2014                | 6     | 0     | 0             | 0             | —                  | —                  | 6     | 0     |
| Total en su carrera             | Total en su carrera | Total en su carrera | 281   | 4     | 28            | 0             | 1                  | 0                  | 310   | 4     |

### Como formador
| Club              | País     | Año             |
| ----------------- | -------- | --------------- |
| Fortaleza CEIF    | Colombia | 2014            |
| Kanteranos FC     | Colombia | 2015 - 2020     |
| Onceno Capitalino | Colombia | 2020 - 2023     |
| Millonarios       | Colombia | 2024 - presente |